# Frýdek-Místek (distrikt)
Frýdek-Místek (tjeckiska: Okres Frýdek-Místek) är ett distrikt i Mähren-Schlesien i Tjeckien. Centralort är Frýdek-Místek. Distriktet bildades 1960, då den administrativa indelningen i Tjeckoslovakien reformerades. Dess östra del var fram till 1960 en del av distriktet Český Těšín, vilket upphörde att existera genom reformen.
Upprättandet av distriktet Frýdek-Místek ritade om regionens etniska karta. Český Těšín omfattade precis den södra delen av Zaolzie, och polacker utgjorde en större del av befolkningen där än i det nyligen gerrymanderade Frýdek-Místek, som även omfattar rent tjeckiska områden väster om Zaolzie.
Frýdek-Místek är p.g.a. landskapets utpräglade natur och förekomsten av historiska minnesmärken ett viktigt turistområde.